# وولین (داکوتای جنوبی)
وولین(به انگلیسی: Volin) شهری در ایالت داکوتای جنوبی کشور ایالات متحده آمریکا است که جمعیت آن در سرشماری سال ۲۰۱۰ میلادی، ۱۶۱ نفر بوده‌است.